# Klarinet d'amore
Een klarinet d'amore, klarinet d'amour, liefdesklarinet, clarinetto d'amore (Italiaans) of clarinette d'amour (Frans) is een lid van de klarinetfamilie in het altregister, vergelijkbaar met de altklarinet.

## Bouw en geluid
De klarinet d'amore is een klarinet die voornamelijk in G gestemd is, met de eigenaardigheid dat de beker niet de vorm heeft van een konusvormig kopje maar van een peer, een liefdesvoet genoemd. Dit geeft het instrument een speciale, zachte klank, waardoor het soms clarinetto dolce werd genoemd. Dit melodieuze timbre werd zeer gewaardeerd tijdens de Duitse Sturm und Drang-beweging. Bovendien heeft de historische klarinet d'amore geen tonnetje tussen het bovenste deel en het mondstuk zoals een gewone klarinet, maar een gebogen hals. De klarinet d'amore, tenzij uitzonderlijk gestemd in C, is een van de transponerende instrumenten.
Naast de grotere formaten werden ook klarinetten d'amore gemaakt in C, Bb en A en deze werden gebruikt wanneer een compositie dienovereenkomstig gestemde klarinetten vereiste, temeer daar de liefdesvoet van een klarinet d'amore zonder problemen kan worden verwisseld met een gewone klankbeker. Omgekeerd kan een hoge klarinet, bijvoorbeeld een standaard Bb-klarinet, gemakkelijk worden voorzien van een liefdesvoet in plaats van de standaardbeker als de speler een overeenkomstige verandering in klank in een bepaalde compositie voordelig acht.

## Geschiedenis
De klarinet d'amore verscheen voor het eerst in Zuid-Duitsland rond 1740, enkele tientallen jaren vóór de bekendere bassethoorn, die wellicht uit de klarinet d'amore is ontwikkeld. Vroege instrumenten hadden slechts 3 of 4 toetsen, latere uit de 19e eeuw, zoals een voorbeeld van Wilhelm Heckel GmbH laat zien, kwamen zelfs tot 14 toetsen. Ten minste 69 bewaard gebleven klarinetten d'amor uit de 18e en 19e eeuw zijn tot in onze tijd (gegevens 2021) in musea bewaard gebleven, hetgeen erop wijst dat het instrument een tijdlang een zekere populariteit heeft genoten. Tegen het midden van de 19e eeuw werd hij als verouderd beschouwd (Robijns/Zijlstra vermeldt al het jaar 1801); Heckel bleef hem echter aanbieden tot het begin van de 20e eeuw.

## Moderne ontwikkelingen
Sinds 2017 zijn pogingen ondernomen om de klarinet d'amore nieuw leven in te blazen, zowel in historische als in moderne vorm. Het meest bekende werk op dit gebied betreft een opnameproject van de Belgische klarinettist Vlad Weverbergh, die muziek opnam van de Brusselse componist Henri Joseph de Croes (1748 tot 1842) opgenomen voor historische liefdesklarinetten.
In 2020 kreeg klarinetbouwer Seggelke Klarinetten (voorheen Schwenk & Seggelke) van de Australische klarinettist Richard Haynes de opdracht een moderne bassetklarinet in G met een liefdesvoet van mopane, voorzien van Franse vingerzetting. Dit resulteerde in een instrument dat recht kan doen aan de verschillende identiteiten van een G-klarinet (zie ook bassethoorn en altklarinet). Hij maakte het mondstuk en de tonnetje uit één stuk met een knik waar het mondstuk in de tonnetje overgaat. Zoals alle bassetklarinetten reikt dit instrument in de diepte niet, zoals normale klarinetten, genoteerd tot de kleine e (klinkend groot B), maar een terts lager tot c (klinkend groot G ), soms ook tot groot B (klinkend groot Fis). De laagste noot op deze speciale liefdesklarinet wordt gewoonlijk geschreven als c (grote G), maar als je rechtsonder een open toongat dichtmaakt, klinkt de vingerzetting voor c in plaats daarvan als B (grote Fis), een halve toon lager geschreven. De historische klarinetten d'amore hadden dit uitgebreide bereik niet; hun laagste noot is (geschreven) e. Andere fabrikanten hebben vervolgens soortgelijke instrumenten gemaakt, ook met het grotere bereik.

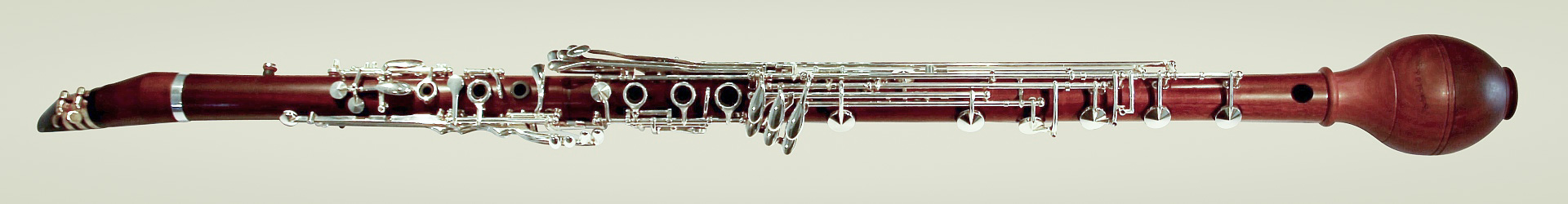
Een moderne klarinet d'amore gebouwd door Seggelke Klarinetten (voorheen: Schwenk & Seggelke), Bamberg; in opdracht van Richard Haynes

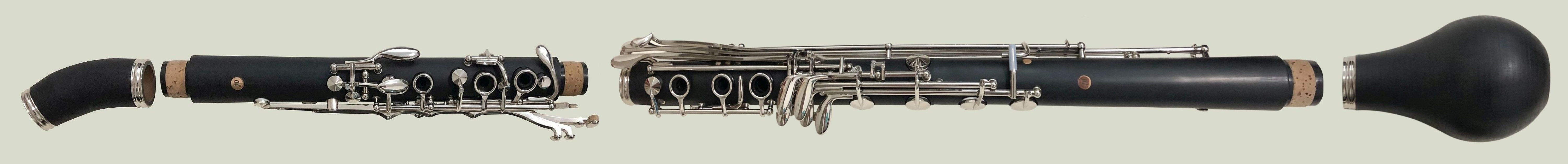
Een moderne klarinet d'amore, ombouw van een Chinese klarinet in G

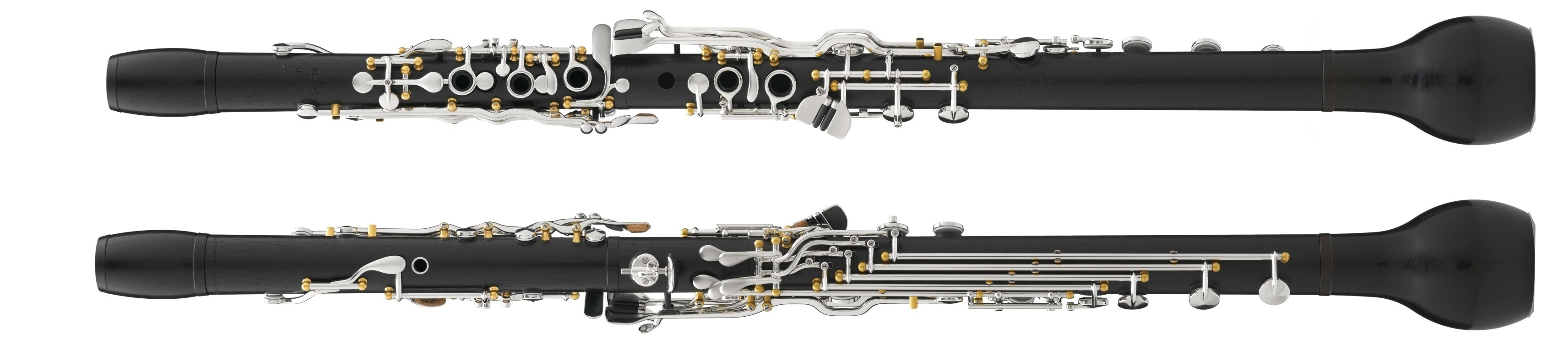
Duitse bassetklarinet in A met liefdesvoet, top en bodem, gebouwd door Gerold-Clarinets, Fritzens, Austria

## Werken voor of ook voor klarinet d'amore in G
- Johann Christian Bach - Temistokles: Derde bedrijf - "Ah si resta" (1772) inclusief 3 klarinetten d'amore in D (hoewel waarschijnlijk bassethoorns in D).
- Anoniem - Concertante in G groot voor twee klarinetten d'amore en ensemble
- Henri Joseph de Croes - Partita (1788) voor twee klarinetten in G, twee altviolen en violone (opgenomen op klarinetten d'amore door het Terra Nova Collective)
- Johann Simon Mayr - Qui sedes, voor sopraan, tenor en klarinet d'amore of bassethoorn
- Johann Simon Mayr - Gloria patri, voor sopraan, hoorn & klarinet dolce
- Henrik Strindberg - Muziek voor klarinet d'amore en strijkers (2018)
- James Gardner - Carica d'amore (2020)
- Richard Haynes - Shorelines (2020)
- Samuel Andreyev - A Line Alone (2020)
- Chris Dench - ghosts of Motion (2020)
- Walter Feldmann - ...süsses Unheil... (2020)
- Matthias Renaud - Schattenlinie (2020)
- Jonah Haven - huso huso (2020)
- Sean Quinn - Incubation (2020)
- Martin Gaughan - Sonatina (Hushed in Twilight) (2020/21)
- Samuel Andreyev — Sonata da camera (2021)
- Catherine Lamb – Curva Triangulus (2018/2021)
- Sachie Kobayashi — être (2022)